# جنيفر رودريغيز
جنيفر رودريغيز (بالإنجليزية: Jennifer Rodriguez)‏ هي متزلجة أمريكية، ولدت في 8 يونيو 1976 في ميامي في الولايات المتحدة.

## وصلات خارجية
- جنيفر رودريغيز على موقع SpeedSkatingBase.eu (الإنجليزية)
- جنيفر رودريغيز على موقع SpeedSkatingNews.info (الإنجليزية)
- جنيفر رودريغيز على موقع SpeedSkatingStats.com (الإنجليزية)
- جنيفر رودريغيز على موقع Rollerstory.net
- جنيفر رودريغيز على موقع اللجنة الأولمبية الدولية (الإنجليزية)
- جنيفر رودريغيز على موقع أوليمبيديا (الإنجليزية)